# Jugoslawien-Rundfahrt 1979
Das Etappenrennen Jugoslawien-Rundfahrt 1979 führte vom 6. Juni bis zum 4. Juli über dreizehn Etappen. Gesamtsieger wurde Sergei Morosow aus der Sowjetunion. Es war die 35. Austragung der Jugoslawien-Rundfahrt. Die Jugoslawien-Rundfahrt 1979 gehörte zur Jahreswertung des Amateurweltverbandes A.I.O.C.C. der Union Cycliste Internationale (UCI).

## Rennen
Am Start waren Nationalmannschaften aus Bulgarien, Frankreich, Dänemark, Griechenland, Italien, Polen, der Sowjetunion, der Türkei, Ungarn, der Tschechoslowakei, Algerien und Jugoslawien mit drei Teams. Pro Mannschaft starteten fünf Radrennfahrer. Das Rennen war nur für Amateure offen.

## Etappen
Die Rundfahrt führte über insgesamt dreizehn Etappen mit einem Ruhetag über 1.671 Kilometer. Die Etappensieger erhielten jeweils eine Minute Zeitgutschrift, die Zweitplatzierten 30 Sekunden.
1. Etappe (Kriterium), 28 Kilometer, Sieger: Marc Gomez, Frankreich
2. Etappe, 84 Kilometer, Sieger: Alexander Awerin, Sowjetunion
3. Etappe, 180 Kilometer, Sieger: Said Husseinow, Sowjetunion
4. Etappe, 173 Kilometer, Sieger: Alexander Awerin, Sowjetunion
5. Etappe, 144 Kilometer, Sieger: Janusz Pożak, Polen
6. Etappe, 143 Kilometer, Sieger: Juri Sacharow, Sowjetunion
7. Etappe, 128 Kilometer, Sieger: Sergei Morosow, Sowjetunion
8. Etappe, 150 Kilometer, Sieger: Said Husseinow, Sowjetunion
9. Etappe, 162 Kilometer, Sieger: Drago Frelih, Jugoslawien
10. Etappe, 135 Kilometer, Sieger: Boris Issajew, Sowjetunion
11. Etappe, 105 Kilometer, Sieger: Sergei Morosow, Sowjetunion
12. Etappe, 59 Kilometer, Sieger: Ivica Čolig, Jugoslawien
13. Etappe, 180 Kilometer, Sieger: Luděk Mráz, Tschechoslowakei

## Gesamtwertungen

### Einzel (Gelbes Trikot)
Das Endklassement gewann Sergei Morosow. Die sowjetischen Fahrer dominierten das Rennen. Sie gewannen acht Etappen und belegten alle Podiumsplätze. Der Franzose Gomez konnte bis zur 4. Etappe das Führungstrikot verteidigen, dann übernahm es Gusseinow nach seinem Sieg auf der 11. Etappe, dann Morossow. Auf der 11. Etappe gewann Morossow auch alle Bergwertungen und holte als Solist einen Vorsprung heraus, den er bis zum Ende der Rundfahrt verteidigte.
| Platz | Name                  | Mannschaft  | Zeit       |
| ----- | --------------------- | ----------- | ---------- |
| 1.    | Sergei Morosow        | Sowjetunion | 39:00:04 h |
| 2.    | Said Husseinow        | Sowjetunion | + 1:31 min |
| 3.    | Ramasan Galjaletdinow | Sowjetunion | + 2:36 min |
| 4.    | Bojan Roprett         | Jugoslawien | + 2:46 min |
| 5.    | Juri Sacharow         | Sowjetunion | + 2:48 min |
| 6.    | Vinko Polončič        | Jugoslawien | + 2:56 min |

### Mannschaftswertung
Der Mannschaftswertung gewann die Sowjetunion vor derJugoslawien A und der Tschechoslowakei.